# Costamia venosa
Costamia venosa är en insektsart som beskrevs av Delong 1946. Costamia venosa ingår i släktet Costamia och familjen dvärgstritar. Inga underarter finns listade i Catalogue of Life.